# Tanytarsus revolta
Tanytarsus revolta är en tvåvingeart som beskrevs av Sanseverino, Wiedenbrug och Ernst Josef Fittkau 2003. Tanytarsus revolta ingår i släktet Tanytarsus och familjen fjädermyggor. Inga underarter finns listade i Catalogue of Life.